# Zum goldenen Ochsen
Zum goldenen Ochsen ist ein Schweizer Film des Regisseurs Hans Trommer aus dem Jahr 1958. In Deutschland lief er unter den Titeln Eine Rheinfahrt, die ist lustig und Die unfreiwillige Rheinfahrt.

## Handlung
Das Schweizer Wirtshaus Zum goldenen Ochsen wird vom geldgierigen Wirt Hans Egli streng geführt. Darunter leiden seine Frau Marie sowie die Serviererinnen Margrit und Emmi. Die Tochter Rosmarie Egli soll zukünftig das Wirtshaus übernehmen, doch sie macht sich mit ihrem Verlobten, dem Matrosen Lukas Mäglin, auf einem Rheinfrachter auf den Weg nach Rotterdam. Hans Egli verfolgt die beiden, um sie zur Rede zu stellen.

## Rezeption
Der Film wurde von der Kritik negativ bewertet. Insbesondere Schaggi Streuli, der bis dahin mit sehr ähnlichen Rollen erfolgreich war, wurde kritisiert. Für den Regisseur Hans Trommer war es der letzte Spielfilm bis zu seinem Tod 1989.